# Ferdinand Theodor Dose

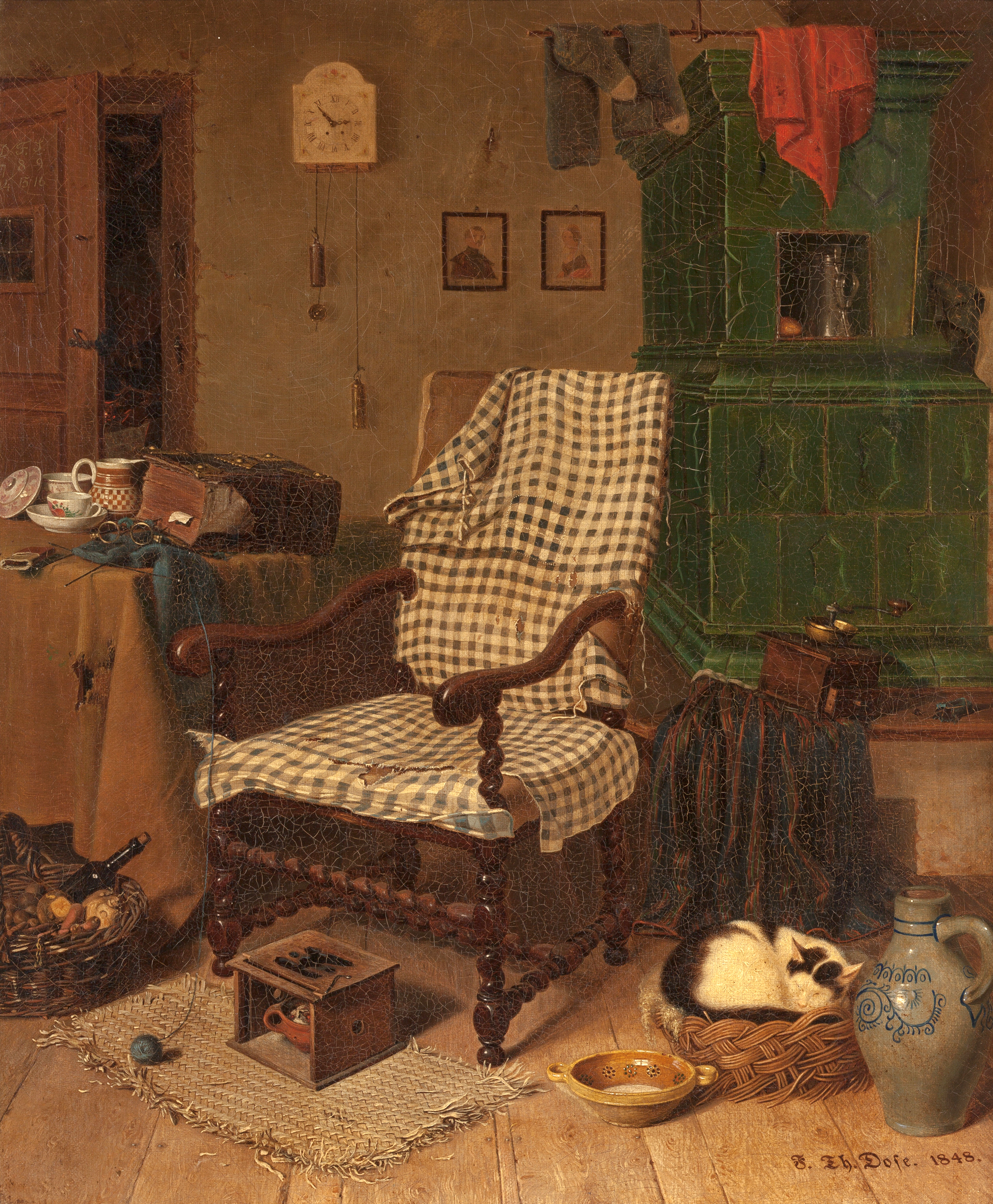
Wohnraum mit Nähstuhl und schlafender Katze

Ferdinand Theodor Dose (* 3. April 1818 in Bünsdorf bei Rendsburg; † 29. April 1851 in Hamburg) war ein deutscher Genre- und Porträtmaler.
Dose studierte ab 1836 bei Gerdt Hardorff im Johanneum-Gymnasium Hamburg und ab dem 14. Juni 1839 an der Königlichen Akademie der Künste in München. Ab etwa 1842 setzte er sein Studium an der Königlich-Preußischen Kunstakademie Düsseldorf bei Theodor Hildebrandt fort. Nach dem Studium ließ er sich als freischaffender Künstler in Hamburg nieder.
Er starb im Alter von 33 Jahren.